# سيدني كارترايت
سيدني كارترايت (بالإنجليزية: Sidney Cartwright)‏ (16 يوليو 1910 في المملكة المتحدة - ) هو لاعب كرة قدم بريطاني في مركز الوسط. لعب مع نادي أرسنال وKiveton Park F.C. ‏.